# Немецкоязычная евангелическо-лютеранская церковь в Намибии
Немецкоязычная евангелическо-лютеранская церковь в Намибии (нем. Evangelisch-Lutherische Kirche in Namibia, DELK или GELC) — лютеранская конфессия в Намибии.

## История
Церковь основана в 1960 году  и в 2023 году насчитывала 4100 членов. Церковь присоединилась к Всемирной лютеранской федерации в 1963 году. Она также является членом Совета церквей Намибии.
В 2003 году церковь запустила программу социального развития для решения проблем массовой бедности, особенно ввиду ВИЧ/СПИДа. Программа рассматривает коренные причины, а также более широкие социальные последствия пандемии. Целью проекта является обеспечение видения и направления, а также содействие стратегиям и структурам участия церкви в социальном развитии Намибии. Первым этапом программы являются исследования, которые проводятся в тесном сотрудничестве с региональными офисами и комитетами общин программы по СПИДу.

## Межконфессиональная деятельность
Наряду с Евангелическо-лютеранской церковью в Намибии и Евангелическо-лютеранской церковью в Республике Намибия, церковь сформировала Объединенный церковный совет лютеранских церквей в Намибии в 2007 году. Целью этого органа является достижение церковного союза.

## Внешние ссылки
- elcin-gelc.org — официальный сайт Немецкоязычная евангелическо-лютеранская церковь в Намибии